# Retardiertes Potential
Das retardierte Potential (deutsch: verzögertes Potential) ist die Bezeichnung für die mathematische Form des Potentials in der elektromagnetischen Feldtheorie oder anderen Feldtheorien, in denen sich Änderungen des Feldes mit endlicher Geschwindigkeit (Lichtgeschwindigkeit) und nicht instantan ausbreiten. Es tritt bei der Untersuchung zeitabhängiger Probleme auf, zum Beispiel bei der Abstrahlung elektromagnetischer Wellen.
Dagegen werden in der Elektrostatik, der Magnetostatik und der Newtonschen Gravitationstheorie Zeitabhängigkeiten vernachlässigt.

## Mathematische Formulierung
Mathematisch ist das Potential {\displaystyle \,u(t,\mathbf {x} )} die Lösung der (aus den Maxwellgleichungen folgenden) inhomogenen Wellengleichung in drei Raumdimensionen
{\displaystyle {\frac {1}{c^{2}}}\,{\frac {\partial ^{2}u}{\partial t^{2}}}-\sum _{i=1}^{3}\left({\frac {\partial ^{2}u}{\partial x_{i}^{2}}}\right)={\frac {1}{c^{2}}}\,{\frac {\partial ^{2}u}{\partial t^{2}}}-\Delta u=\Box u(t,\mathbf {x} )=v(t,x_{1},x_{2},x_{3})},
wobei {\displaystyle \Delta =\nabla ^{2}} für den Laplace-Operator, {\displaystyle \Box } für den D’Alembert-Operator, {\displaystyle c} für die Wellengeschwindigkeit und auf der rechten Seite {\displaystyle \,v(t,\mathbf {x} )} für einen Quellenterm stehen.
Die Lösung
{\displaystyle u_{\text{retardiert}}(t,\mathbf {x} )={\frac {1}{4\pi }}\int \!\,{\frac {v\left(t-{\frac {|\mathbf {x} -\mathbf {y} |}{c}},\mathbf {y} \right)}{|\mathbf {x} -\mathbf {y} |}}\,\mathrm {d} ^{3}y}
heißt retardiertes Potential. Sie hängt am Ort {\displaystyle \mathbf {x} } zur Zeit {\displaystyle t} nur von der Inhomogenität {\displaystyle v} auf dem Rückwärtslichtkegel von {\displaystyle \mathbf {x} } ab. Die Inhomogenität wirkt sich auf die Lösung verspätet (daher der Name) mit Lichtgeschwindigkeit aus. 
Die Lösung
{\displaystyle u_{\text{avanciert}}(t,\mathbf {x} )={\frac {1}{4\pi }}\int \!\,{\frac {v\left(t+{\frac {|\mathbf {x} -\mathbf {y} |}{c}},\mathbf {y} \right)}{|\mathbf {x} -\mathbf {y} |}}\,\mathrm {d} ^{3}y}
heißt entsprechend avanciertes Potential. Dies beschreibt zum Beispiel eine Senke, die ein bestehendes Feld absorbiert.
Mit retardiertem und avanciertem Potential lassen sich somit Emission und Absorption von Feldern beschreiben.

## Anwendungsbeispiele
In der Elektrodynamik müssen retardierte Potentiale zum Beispiel in Form der Liénard-Wiechert-Potentiale bei der Erzeugung von Synchrotronstrahlung berücksichtigt werden.
In der Gravitation gibt es Anwendungsbeispiele zur Berechnung von Abweichungen bei Umlaufbahnen von Satelliten, Monden oder Planeten. Ferner können durch die Wirkung der verzögerten Gravitationspotentiale der sich ändernden Masseverteilungen in Galaxientypen aller Art deren Rotationskurven erklärt werden, ohne hypothetische Dunkle Materie berücksichtigen oder eine modifizierte Newtonsche Dynamik annehmen zu müssen.